# Бизанси (Ен)
Бизанси (фр. Buzancy) насеље је и општина у североисточној Француској у региону Пикардија, у департману Ен (Пикардија) која припада префектури Соасон.
По подацима из 2011. године у општини је живело 186 становника, а густина насељености је износила 39,16 становника/km². Општина се простире на површини од 4,75 km². Налази се на средњој надморској висини од 124 метара (максималној 153 m, а минималној 62 m).

## Демографија
| 1962. | 1968. | 1975. | 1982. | 1990. | 1999. | 2011. |
| ----- | ----- | ----- | ----- | ----- | ----- | ----- |
| 106   | 131   | 121   | 183   | 188   | 169   | 186   |

График промене броја становника у току последњих година